# Andragius
Andragius was volgens de legende, zoals beschreven door Geoffrey van Monmouth, koning van Brittannië van 229 v.Chr. - 223 v.Chr. Hij was de jongste zoon van koning Cherin en volgde zijn broers Fulgenius en Edadus op. Hij werd opgevolgd door zijn zoon Urianus.